# Le Fabuleux Maurice et ses rongeurs savants
Le Fabuleux Maurice et ses rongeurs savants est le premier volume indépendant pour enfants de la série Les Annales du Disque-monde, de l'écrivain anglais Terry Pratchett et publié en France en 2004.
L'œuvre originale fut publiée en 2001 sous le titre The amazing Maurice and his educated rodents. Illustrations de David Wyatt, traduction française de Patrick Couton.

## Résumé
Pour avoir passé trop de temps à proximité de l'Université de l'Invisible d'Ankh-Morpork, le chat Maurice et une bande de rats ont été changés : ils parlent, pensent, élaborent des concepts complexes. Accompagnés de Keith, ils parcourent la campagne, arnaquant les petites villes en simulant une invasion de rats dont Keith vient à bout en jouant de la flûte. Dans le village de Bad Igoince, ils rencontrent Malicia avec qui ils tentent d'échapper à un être maléfique, le roi des rats.

## Thèmes
- La légende des Rois de rats, groupes de rats attachés par la queue à qui on prête des pouvoirs surnaturels.
- Parodie de la légende du Joueur de flûte de Hamelin, dans laquelle un joueur de flûte charme les rats qui ont envahi une ville et les noie. Les habitants refusant de le payer, il charme tous les enfants de la ville et les emmène avec lui.
- Parodies des contes des frères Grimm : contes des sœurs Agoniza et Eviscera Crime.
- L'histoire de Maurice et de ses rongeurs savants est évoquée dans Le Faucheur, autre roman de Terry Pratchett sorti plusieurs années plus tôt, sans aucun détail.

## Personnages
On ne retrouve dans ce roman aucun personnage habituel des Annales du Disque-monde, à part une brève apparition de La Mort.
- Maurice, chat fabuleux ;
- Keith, joueur de flûte ;
- Malicia, fille du maire de Bad Igoince ;
- Les rats savants :
  - Pur-Porc (Hamnpork), vieux dominant acariâtre,
  - Pêches (Peaches), lettrée,
  - Pistou (Dangerous Beans), albinos aveugle et guide spirituel,
  - Noir-Mat (Darktan), chef dépiégeur,
  - Nutritionnelle, apprentie dépiégeuse,
  - Sardines, danseur de claquettes.

## Adaptation
Le roman est adapté en film d'animation sous le nom Maurice le chat fabuleux en 2022.